# Like A Complete Unknown
Like A Complete Unknown (Originaltitel: A Complete Unknown, dt.: „(Wie) Ein völlig Unbekannter“) ist ein US-amerikanischer Spielfilm von James Mangold aus dem Jahr 2024. Die Filmbiografie erzählt vom Beginn der Karriere des US-amerikanischen Singer-Songwriters Bob Dylan in den 1960er Jahren und seinem Wandel vom Folk- zum Rockmusiker. Als Grundlage diente das Sachbuch Dylan Goes Electric! von Elijah Wald. Die Titelrolle übernahm Timothée Chalamet. Der Film lief am 25. Dezember 2024 regulär in den amerikanischen Kinos an. Die Deutschland-Premiere erfolgte im Rahmen der Internationalen Filmfestspiele Berlin (Berlinale) im Februar 2025.

## Handlung
Der 19-jährige Bob Dylan trampt 1961 von Minnesota nach New York City, um sein Idol, den Folksänger Woody Guthrie, zu besuchen, der an Chorea Huntington erkrankt ist. Im Krankenhaus in New Jersey singt er ihm sein Lied Song to Woody vor. Der ebenfalls anwesende Folksänger Pete Seeger nimmt den talentierten jungen Mann unter seine Fittiche. Bei ersten Auftritten im Greenwich Village lernt er die bereits bekannte Musikerin Joan Baez und Sylvie Russo kennen, mit der er eine Liebesbeziehung beginnt. Als diese für einige Wochen verreist, beginnt er eine Affäre mit Baez, mit der er auch gemeinsam auftritt. Er veröffentlicht seine ersten drei Platten, die großen Erfolg haben, sein Privatleben bleibt aber unstet. Der beginnende Starruhm bereitet ihm Unbehagen. 1965 interessiert er sich zunehmend für Rockmusik. Gegen den Widerstand Seegers und des Folk-Puristen Alan Lomax tritt er beim Newport Folk Festival mit einer Rockband auf, was einen Eklat auslöst: Vom Publikum wird er ausgebuht und als „Judas“ beschimpft. Zur Versöhnung spielt er als Zugabe It’s All Over Now, Baby Blue und verlässt Newport, innerlich befreit.

## Hintergrund
Der Titel des Films ist ein Zitat aus dem Lied Like a Rolling Stone, einem der Rock-Stücke, die Dylan, wie auch im Film zu hören ist, beim Newport Folk Festival spielte. 
Die Handlung basiert auf dem Sachbuch Dylan goes electric! Newport, Seeger, Dylan, and the night that split the Sixties von Elijah Wald.
Die von Elle Fanning dargestellte Figur der Sylvie Russo ist eine fiktionalisierte Version von Suze Rotolo, die in den 1960er Jahren mit Bob Dylan liiert war. Der Film nimmt sich künstlerische Freiheiten in Fragen der chronologischen Reihenfolge der Ereignisse, es gibt fiktionale Charaktere und Darstellungen, bestimmte Weggefährten Dylans tauchen nicht oder nur sehr randständig auf.
Der „Judas“-Ruf aus dem Publikum erfolgte in Wahrheit nicht beim Newport Folk Festival, sondern zehn Monate später bei einem Konzert in Manchester. Wie auch im Film erwiderte Dylan: „I don’t believe you!“ (so der Titel eines seiner Lieder vom Album Another Side of Bob Dylan) und forderte die Band auf, besonders laut zu spielen.

## Rezeption

### Veröffentlichung und Einspielergebnis
Die Weltpremiere von Like A Complete Unknown fand am 10. Dezember 2024 im Dolby Theatre in Hollywood statt. Ein regulärer Kinostart in den USA erfolgte am 25. Dezember 2024 im Verleih von Searchlight Pictures.
Die Deutschland-Premiere fand am 14. Februar 2025 im Rahmen der 75. Berlinale statt. Dort wurde das Werk in die Sektion Berlinale Special Gala eingeladen. Kurz danach kam der Film am 27. Februar 2025 auch regulär in die deutschen Kinos. Verleiher ist Walt Disney Germany.
Der Film erzielte insgesamt ein Einspielergebnis von rund 141 Millionen US-Dollar, davon entfielen etwas über 75 Millionen US-Dollar auf Einnahmen aus Nordamerika.

### Kritiken
Von den auf der Website Rotten Tomatoes aufgeführten über 260 Kritiken sind 80 Prozent positiv bei einer durchschnittlichen Bewertung mit 7,2 von 10 möglichen Punkten. Der auf der Website erhobene Konsens der Kritiker lobte Timothée Chalametes „elektrisierende Darbietung“ als Bob Dylan. Like a Complete Unknown gehe „dem rätselhaften Künstler vielleicht nicht unter die Haut“, vermittle den Zuschauern „aber das Gefühl, Zeit in seiner Gesellschaft verbracht zu haben“ und es wurde auf Basis der ausgewerteten Kritiken eine Filmempfehlung („Certified Fresh“) ausgesprochen.
Ein ähnliches Bild hinsichtlich der Bewertung ergibt sich auf der Website Metacritic. Dort erhielt Mangolds Regiearbeit 71 von 100 möglichen Punkten, basierend auf mehr als 50 ausgewerteten englischsprachigen Kritiken. Dies entspricht allgemein positiven („generally favorable“) Rezensionen. Das Arthaus-Portal Programmkino.de hebt lobend hervor: „Vermieden wird die klassische Biopic-Falle, das Objekt der Begierde mit Heiligenschein und Weichzeichner zu präsentieren. Keine PR-Märchen, sondern ein Mensch und Künstler mit Ecken und Kanten.“
In der Tageszeitung nd.DerTag urteilt Thomas Blum, dass Mythisierung hier die zentrale filmische Verfahrensweise sei. Außerdem seien die Liebesgeschichten „glatt, sauber, konventionell. Auch morgens, nach einer wilden Sexnacht erwachend, trägt der Film-Dylan erstaunlich saubere Unterhosen.“ Es werde „sehr genau aufgepasst, dass die Hochglanzfarbbilder und gut ausgeleuchteten Szenen nicht verunreinigt werden“. Aus der Anti-Helden-Geschichte sei in Hollywood eine sehr biedere Heldengeschichte geworden. Das Lexikon des internationalen Films resümierte: „Unterhaltsam und mit gelungenen Konzert-Szenen, fehlt es dem Film am höheren Ehrgeiz, tiefer in die Persona von Bob Dylan einzutauchen.“

### Auszeichnungen
Like A Complete Unknown wurde in der Filmpreissaison 2024/25 für mehr als 100 internationale Film- und Festivalpreise nominiert, von denen das Werk über ein Dutzend gewinnen konnte. Mehrfach preisgekrönt wurde die Schauspielleistung von Timothée Chalamet. Er erhielt u. a. die Auszeichnung der Boston Society of Film Critics, einen Gotham Award und Astra Award sowie Preise auf den Filmfestivals von Palm Springs und Santa Barbara. Bei der Verleihung der Golden Globe Awards 2025 erhielt Like A Complete Unknown Nominierungen in den Kategorien Bestes Filmdrama, Bester Hauptdarsteller – Drama (Chalamet) und Bester Nebendarsteller (Edward Norton). 
Im selben Jahr folgten vier Nennungen bei den Screen Actors Guild Awards, während Regisseur James Mangold für den Directors Guild of America Award nominiert wurde. Bei Bekanntgabe der Oscar-Nominierungen 2025 erhielt der Film acht Nominierungen (Film, Regie, Hauptdarsteller, Nebendarsteller – Edward Norton, Nebendarstellerin – Monica Barbaro, adaptiertes Drehbuch, Kostümdesign und Ton), konnte allerdings in keiner Kategorie gewinnen.